# Бол (Француска)
Бул (фр. Baule) насеље је и општина у централној Француској у региону Центар (регион), у департману Лоаре која припада префектури Орлеан.
По подацима из 2011. године у општини је живело 2051 становника, а густина насељености је износила 169,36 становника/km². Општина се простире на површини од 12,11 km². Налази се на средњој надморској висини од 110 метара (максималној 116 m, а минималној 81 m).

## Демографија
| 1962. | 1968. | 1975. | 1982. | 1990. | 1999. | 2011. |
| ----- | ----- | ----- | ----- | ----- | ----- | ----- |
| 952   | 1.004 | 1.096 | 1.288 | 1.457 | 1.657 | 2.051 |